# U-98号潜艇 (1917年)
陛下之98号潜艇是德意志帝国海军建造的一艘中型潜艇或称U艇。它由基尔的日耳曼尼亚船厂承建，于1917年2月28日下水，至同年5月31日交付使用。U-98号是在第一次世界大战期间服役的329艘德国潜艇之一，曾参加过大西洋潜艇战。在其五次巡逻中，共击沉3艘协约国或中立国的商船，容积总吨为1750吨。战后，根据停战协议的要求，U-98号于1919年1月16日被引渡至英国正式投降，至1919至1920年间在布莱斯拆解报废。

## 设计
第一次世界大战爆发后，为了满足潜艇破交战的作战需求，德意志帝国海军潜艇局（U-Boot-Inspektion）在U-43号（战时动员型）的基础上，研发出了一种技术上更为成熟的中型双壳体远洋潜艇。其排水量适中、性能均衡，非常适合北海和英国周边海域的作战环境。海军为此共计批出34艘订单，战术编号使用U-81至U-114号。实战证明，这一系列的潜艇具有出色的航海能力和稳定的耐用性，它们的许多布置也对后世IX級潛艇和国外一些潜艇的设计产生了影响。
U-98号是由基尔日耳曼尼亚船厂承建的第二批次（U-93至U-98号）的六号艇。从这一批次开始，设计部门对艇体线形进行了优化，步行甲板扶手被取消，侧面舷墙降低高度后与艇体外壳融为一体，有效改善了潜艇的机动性能。同时，其排水量、长度、航速和船员编制等方面相较于该厂的前一批次产品（U-81至U-86号）均有所提高，惟续航里程略为缩短。该艇的水上和水下排水量分别为837吨和998吨。其全长71.55米；舷宽6.30米，当中的耐压壳体宽为4.15米；有3.94米的吃水深度。艇只搭载有可在水上使用的两台猛狮六缸四冲程柴油发动机，总功率为2,300匹公制馬力（1,692千瓦特）；以及可在水下使用的西门子-舒克特双电动发电机，总功率为1,200匹公制馬力（883千瓦特）。这些发动机用以驱动双轴、每根轴各一个的直径1.66米长螺旋桨。它的潜航深度为50米。
U-98号在水上的最高速度达16.9節（31.3每小時），在水下的最高航速则为8.6節（15.9每小時）。它可以8節（15每小時）的速度在水上巡航8,290海里（15,350），或以5節（9.3每小時）的速度在水下巡航47海里（87）。该艇装备了六具直径为500毫米的鱼雷发射管，其中艇艏四具、艉部两具，并可合共携带至多16枚鱼雷；作为辅助武器的甲板炮则是一门88毫米30倍径速射炮和一门105毫米45倍径速射炮。其标准船员编制为4名军官及32名水兵。

## 历史
U-98号是由德意志帝国海军作为F项战时订单（Kriegsauftrag F）的一部分，于1915年9月15日向基尔的日耳曼尼亚船厂订购，建造编号为262。艇只于1917年2月28日下水，至同年5月31日在首任艇长、海军上尉库尔特·拜岑的指挥下正式交付使用。继拜岑之后，瓦尔特·施特拉塞尔中尉（1917年11月25日－12月21日）和鲁道夫·安德勒上尉（1917年12月22日－1918年11月11日）也曾担任过该艇指挥官。完成海试后，U-98号自1917年9月上旬起被编入分驻埃姆登和博尔库姆的第四潜艇区舰队服役，并一直隶属于该部队直至战争结束。
第一次世界大战期间，U-98号在北大西洋东部的不列颠岛周边海域完成了六次巡逻；共计击沉3艘协约国或中立国的商船，容积总吨为1750吨。其中，被U-98号击沉的最大型船舶是容积为1366总吨的挪威货轮扬沃尔德号（Janvold），它满载着铁矿石从毕尔巴鄂运往格拉斯哥时，于1918年5月26日行至巴德西岛西北约28海里（52）处遭鱼雷命中，造成4人死亡。而1918年3月24日在爱尔兰岛北岸附近海域遇袭的英国货轮安科利亚号（Anchoria）则显著更大（5430总吨），但这艘严重受损的轮船仍能够挣扎着驶入斯威利湖，并在其后得到修复。
U-98号在战争中幸存了下来，没有被击沉。战后，根据对德停战协议的要求，它于1919年1月16日移交英国，并在哈维奇正式向协约国投降。由于英国不再使用U艇，U-98号最终于1919－1920年间在布莱斯拆解报废。

## 袭击历史摘要
| 日期          | 船名       | 船籍 | 吨位 （容积总吨） | 结局 |
| ------------- | ---------- | ---- | ----------------- | ---- |
| 1918年3月24日 | 安科利亚号 | 英国 | 5430              | 击伤 |
| 1918年5月26日 | 扬沃尔德号 | 挪威 | 1366              | 击沉 |
| 1918年7月14日 | 莫里斯号   | 法國 | 115               | 击沉 |
| 1918年7月31日 | 阿尔科尔号 | 挪威 | 269               | 击沉 |

## 脚注
1. 1 2 3  Helgason, Guðmundur. . German and Austrian U-boats of World War I - Kaiserliche Marine - Uboat.net.   [2021-12-03].
2. ↑  Gröner 1991，第12-14頁.
3. 1 2  Helgason, Guðmundur. . German and Austrian U-boats of World War I - Kaiserliche Marine - Uboat.net.   [2015-01-21].
4. 1 2  Helgason, Guðmundur. . German and Austrian U-boats of World War I - Kaiserliche Marine - Uboat.net.   [2015-01-21].
5. 1 2  Helgason, Guðmundur. . German and Austrian U-boats of World War I - Kaiserliche Marine - Uboat.net.   [2015-01-21].
6. 1 2  陈进，第71頁.
7. ↑  Herzog，第50頁.
8. ↑  Helgason, Guðmundur. . German and Austrian U-boats of World War I - Kaiserliche Marine - Uboat.net.   [2021-11-29].
9. ↑  Herzog，第48頁.
10. 1 2  Gröner 1991，第12–14頁.
11. ↑  Herzog，第139頁.
12. ↑  Herzog，第123頁.
13. ↑  Herzog，第69頁.
14. ↑  Helgason, Guðmundur. . German and Austrian U-boats of World War I - Kaiserliche Marine - Uboat.net.   [2021-12-03].
15. ↑  Helgason, Guðmundur. . German and Austrian U-boats of World War I - Kaiserliche Marine - Uboat.net.   [2021-12-03].
16. ↑  Herzog，第91頁.
17. ↑  Helgason, Guðmundur. . German and Austrian U-boats of World War I - Kaiserliche Marine - Uboat.net.   [2015-01-21].